# Daniel Van Wylick
 (septembre 2011).
Si vous disposez d'ouvrages ou d'articles de référence ou si vous connaissez des sites web de qualité traitant du thème abordé ici, merci de compléter l'article en donnant les références utiles à sa vérifiabilité et en les liant à la section « Notes et références ».
Daniel Van Wylick (né le 12 août 1955, à Kinshasa) est diplômé en sciences économiques et en communication sociale à l'Université catholique de Louvain (UCL).
Il a plus de trente ans d'expérience en presse écrite. Il a d'abord travaillé pour Le Marché et Dimanche Presse, avant de rejoindre la rédaction du magazine économique Trends-Tendances.
Il a ensuite rejoint l'équipe de La Dernière Heure/Les Sports, du groupe IPM, comme chef du service belge, puis rédacteur en chef et enfin directeur-rédacteur en chef. Sa gestion et sa politique éditoriale vont renverser la tendance permanente du recul des ventes du quotidien. 
Daniel Van Wylick a quitté La Dernière Heure en 2001 pour le groupe Rossel. Il y occupait, jusqu'au 7 décembre 2009, la fonction de directeur général des rédactions (Le Soir, Le Soir Magazine, et lesoir.be).
Remplacé par Didier Hamann, qu'il avait recruté à La Dernière Heure, Daniel Van Wylick assume des responsabilités éditoriales au niveau de la direction du groupe Rossel. Nommé directeur éditorial du groupe de presse, il est notamment responsable de la stratégie éditoriale ainsi que du développement des nouveaux médias (numériques) et gère en direct le pôle magazines de Rossel.
Administrateur de nombreuses sociétés, asbl et associations (Audiopresse, Ppress, Pressbanking, Amif, Netevents, etc.), il est, depuis 2013, président des JFB (association des Journaux francophones belges) et vice-président de MediaID.